# Течни вентилатор
Течни вентилатор је  едицински урежај сличан механичком респиратору, који је у стању да обезбеди поуздану потпуну вентилацију течности која може да удише (перфлуороугљеник). Иако су течни вентилатори углавном прототипови који су углавном  коришћени за експерименте на животињама, многи стручњаци препоручују наставак развоја течног вентилатора за клиничке примене.

## Основне поставке
Сисари имају плућа да удишу ваздух и немају шкрге за удисање течности. Када се површински напон на граници ваздух-течност у плућима повећа, као код акутне повреде плућа, научници су почели да размишљају о пуњењу плућа течношћу уместо ваздухом како би се смањио површински напон и олакшала вентилација. Течна вентилација (ТВ) је техника механичке вентилације у којој се плућа инсуфлирају оксигенираном перфлуорохемијском течношћу, а не смешом гасова која садржи кисеоник. Употреба перфлуорохемикалија, а не азота, као инертног носача кисеоника и угљен-диоксида нуди бројне теоријске предности за лечење акутне повреде плућа. Поред тога, постоје нереспираторне апликације са проширеним потенцијалом, укључујући испоруку лекова у плућа и радиографско снимање. Потенцијал за вишеструку клиничку примену вентилације уз помоћ течности биће разјашњен и оптимизован у будућности.

## Историја
Прва течна вентилација са перфлуороугљеником (ПФЦ) код животиња изведена је у комори изнад животиње (под дејством силе гравитације), а затим испуштањем течности у комору испод животиње.  У другој методи, течна вентилација је урађена екстракорпоралним кругом. 
Током последњих 40 година, течна вентилација је проучавана на различитим животињским моделима: нормалним, преурањеним и са повредом плућа, док су се студије на људима фокусирале углавном на новорођенчад и веома ограничене студије на одраслим људима.

## Истраживања и техника
Како је техника и потребна опрема веома сложена, посебно, екстракорпорално коло је имало проблеме у развоју, као што је неисправност експираторног вентила. Перфлуороугљеник  се укапава брзином од 1 мл/кг телесне тежине у минути кроз бочни отвор ендотрахеалне цеви без прекидања механичке гасне вентилације, одржавајући позитиван крајњи експирациони притисак од 4 цм воде. Перфлуороугљенике (ПФЦ) се додаје по потреби да би се заменила течност изгубљена испаравањем и да би се течност у перфлуороугљенику одржавала током периода третмана. Стопа додатног давања перфлуороугљенике одражава губитак или повећање функционалног резидуалног капацитета (ФРК).  Постоји ефекат испирања током течног дисања који мобилише алвеоларне и бронхиоларне ексудате и течност у централне дисајне путеве, одакле се могу уклонити сукцијом. Док компјутерски контролисани, временски циклични, тотални течни вентилатори са ограниченим притиском/волуменом могу да искористе максималну предност ових течности елиминацијом целе гасне фазе у оштећеним плућима, делимична течна вентилација користи предност поседовања ових течности у плућима уз одржавање гасна вентилација. Предности и парцијалне и тоталне технике су демонстриране на животињским моделима новорођенчади и одраслих.

#### Потпуна течна вентилација
Плућа су испуњена перфлуороугљеником до запремине еквивалентне функционалном резидуалном капацитету (ФРК), приближно 30 мл/кг и „течни вентилатор“ се користи за стварање плимног дисања са перфлуороугљеником. Оптимални клиренс СО2 се постиже када се вентилација изводи брзином од 4-5 удисаја у минути. Типични плимни волумени су у опсегу од 15-20 мл/кг. Једна од предности потпуна вентилације течности је да ексудати могу бити испирани из дисајних путева у условима респираторне инсуфицијенције. Поред тога, расподела перфлуороугљеника у плућима може бити уједначенија током потпуна вентилација течности. Практично се показало да овај метод није адекватан за продужену вентилацију.

#### Делимична течна вентилација
Делимична течна вентилација која се понекад назива повезана гасна размена, заснива се на примени течног  перфлуороугљеника у плућима која може да функционише слично вештачком сурфактанту за респираторни дистрес синдром (РДС) или медијуму за испирање за одређене друге типове плућне дисфункције. Неколико истраживача је истраживало трахеалну инстилацију течног перфлуороугљеника у комбинацији са вентилацијом гаса код различитих новорођенчади, малолетника и одраслих животиња, као и код недоношчади и одраслих који имају респираторну инсуфицијенцију.
Перфлуброн ће бити равномерније распоређен ако се даје на ротациони начин са наизменичним положајем у лежећем током постепеног дозирања. Овај ефекат је независан од начина вентилације. Није било везе између побољшања оксигенације и независне дистрибуције перфлуброна. Континуирана механичка вентилација и ротирајуће дозирање, у оба случај су довеле до значајног смањења индекса оксигенације након дозе од 15 мл/кг перфлуброна. Ове информације су имале важан утицај на развој стратегија дозирања и дизајн клиничког испитивања.